# Parsua Bashi
Parsua Bashi (* 22. April 1966 in Teheran) ist eine iranische Grafikdesignerin, Modedesignerin und Autorin.
Bashi studierte zwischen 1984 und 1989 Grafikdesign an der Universität Teheran und wurde für ihre ausgestellten Werke mehrfach ausgezeichnet. 1999 veröffentlichte sie ihr erstes Kinderbuch mit von ihr erstellten Illustrationen. Nach ihrer Scheidung im Iran durfte sie mit ihrer Tochter keinen Kontakt mehr haben. Von 2004 bis 2009 lebte sie in Zürich. Dort verarbeitete sie in ihrem Comic Nylon Road ihr Leben im Iran und legte ihre Gründe dar, warum sie das Land verließ. 2009 kehrte sie nach Teheran zurück und entwirft seither Buchumschläge sowie Theater- und Konzertplakate. 